# Bellmanhaus (Södermalm)

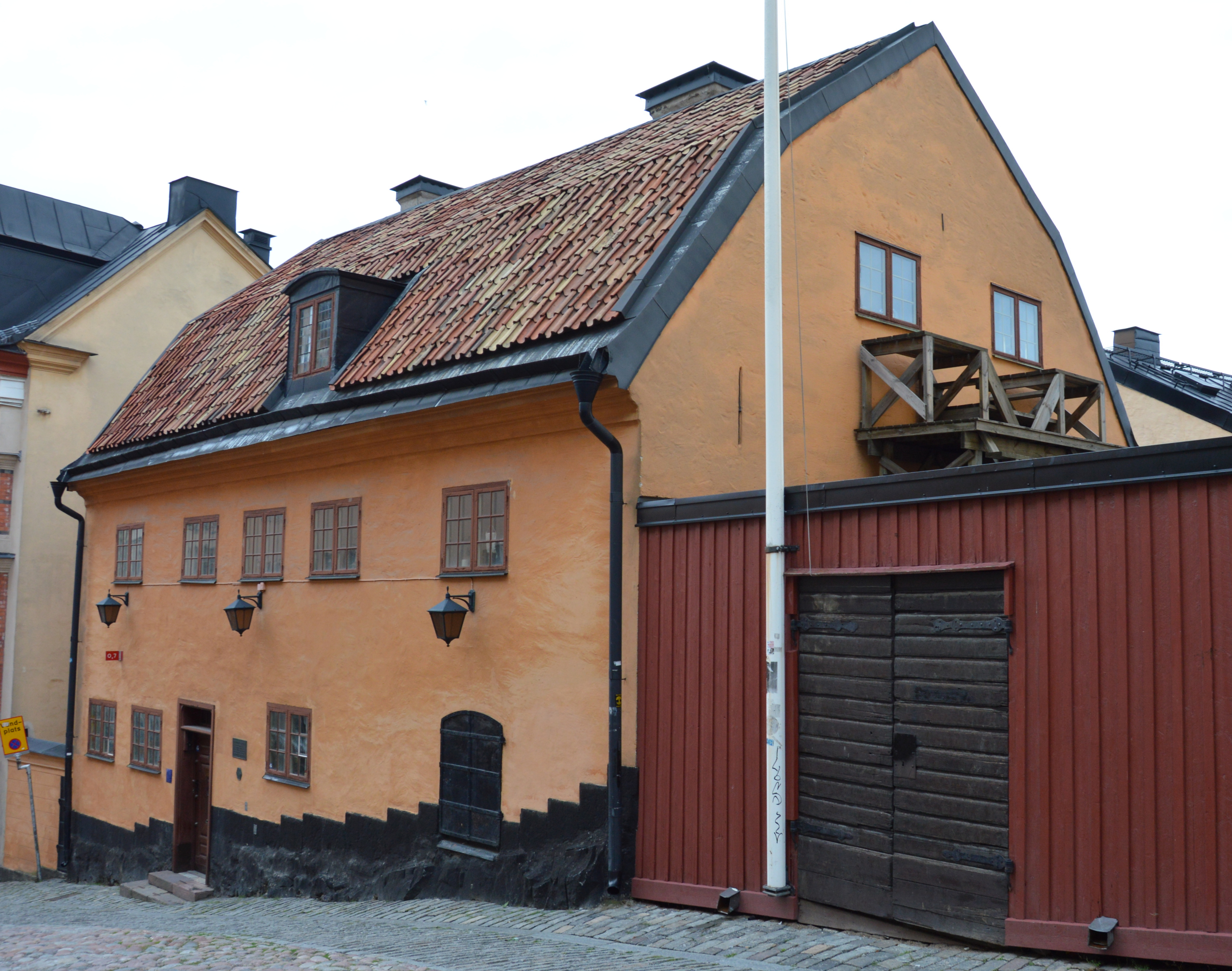
Bellmanhaus

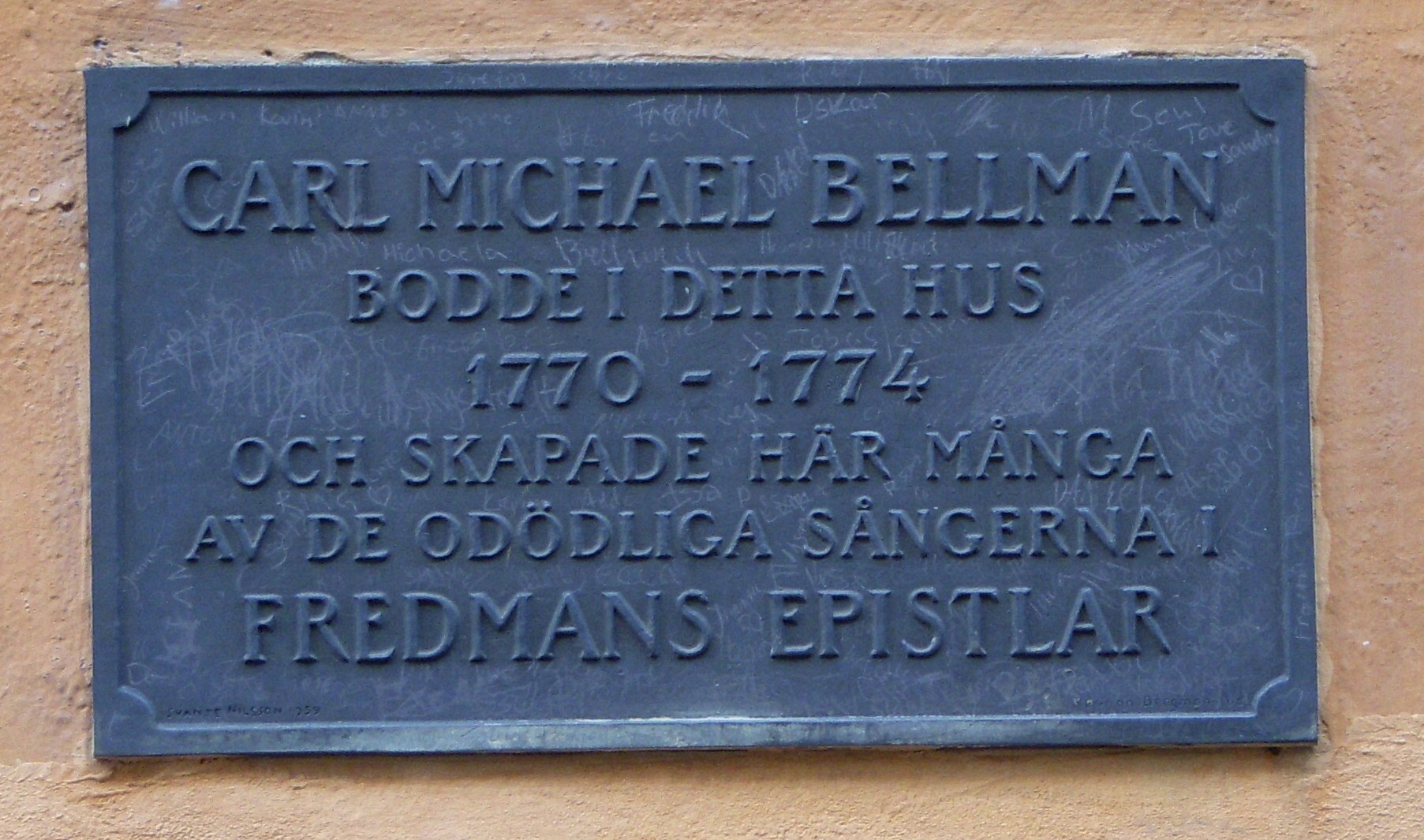
Gedenktafel am Haus

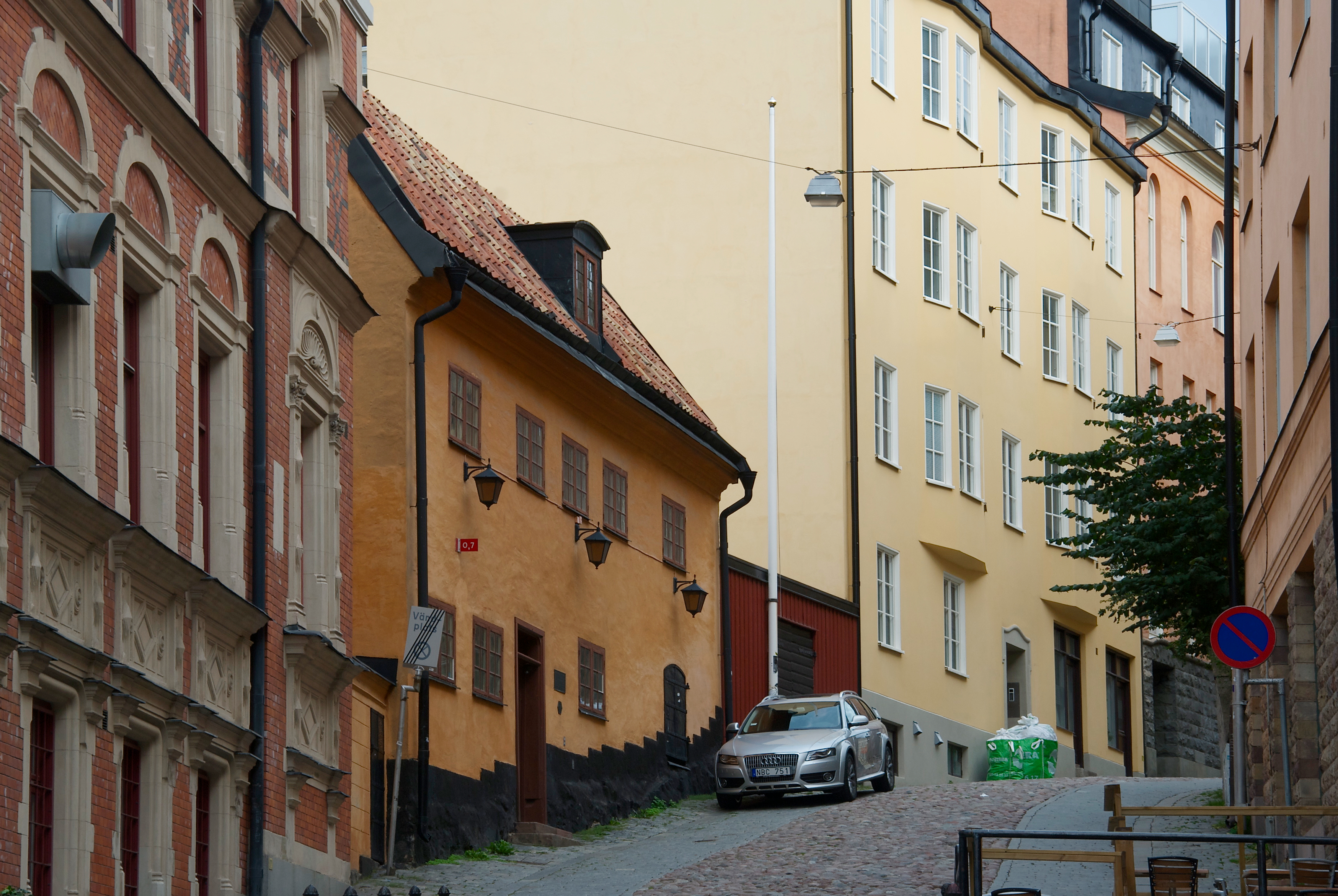
Bellmanhaus im Straßenzug

Das Bellmanhaus (schwedisch: Bellmanhuset oder Bellmanshuset) ist ein denkmalgeschütztes Gebäude im Stockholmer Stadtteil Södermalm. Es war zeitweise Wohnhaus des schwedischen Dichters und Komponisten Carl Michael Bellman.
Das Gebäude liegt im nördlichen Teil Södermalms, östlich der Götgatan an der Adresse Urvädersgränd 3. Im Bellmanhaus finden regelmäßig Ausstellungen und Führungen zu Bellman statt. Östlich des Hauses befindet sich ein Kräutergarten.

## Geschichte und Architektur
Das Haus wurde nach einem Großbrand im Jahr 1723 durch den Hufschmied Adam Wollman errichtet. 1763 erwarb es Sven Simberg. Sein heutiges Erscheinungsbild erhielt das zweigeschossige, massiv gebaute, verputzte Gebäude im Zuge von dann erfolgten Umbauten im Jahr 1764. Die Umbauten waren im Herbst 1764 abgeschlossen. Nach dem Tod Simbergs im Jahr 1768 erwarb der Assessor Nils Zellén das Gebäude. Er vermietete es von 1770 bis 1774 an den bekannten Dichter Carl Michael Bellman. Es verbrachte hier einen seiner produktivsten Lebensabschnitte.
Nach dem Tode Zelléns folgten mehrere Eigentümerwechsel, bis es 1850 von der Kapitänswitwe Carolina Wennerqvist erworben wurde. Es blieb bis 1938 im Besitz der Familie Wennerqvist. Anfang der 1930er Jahre wurde von Bellman-Forschern das Gebäude als ehemaliges Wohnhaus Bellmans identifiziert. Insbesondere dank des Engagements des Bellmanforschers Olof Byström gelang es einen Abriss des Gebäudes zu verhindern und es am 15. Mai 1938 für 37.000 Kronen zu erwerben.
Von 1938 bis 1941 wurde das Gebäude auf Initiative des Eigentümers E. Lundberg restauriert. Es wurde versucht das Gebäude wieder in den ursprünglichen Zustand des 18. Jahrhunderts zu versetzen. Im Dachgeschoss befindliche Wohnungen wurden entfernt, die Fenster auf ihre ehemalige Größe zurückgebaut. Im Zimmer Bellmans wurden 20 Tapetenschichten entfernt. Das Zimmer wurde wieder mit Möbeln aus der Zeit Bellmans ausgestattet. Alte Ziegelfußböden, die unter neueren Holzböden verdeckt waren, wurden freigelegt. Auch die Fassade erhielt ihr ursprüngliches Aussehen wieder.
1969 wurde das Haus als Byggnadsminne unter staatlichen Schutz gestellt.